# Linda Saul
Linda Saul (* 4. Maijul. / 17. Mai 1907greg. in Tartu, Livland; † 30. März 1997 in Tallinn, Estland) war eine estnische Dirigentin.

## Leben und Musik
Linda Sauls Geburtsname war Linda Saar. Sie studierte von 1927 bis 1931 das Fach Chorleitung bei Joosep Aavik sowie Gesang bei Nikolai Sternberg am Tallinner Konservatorium. Von 1929 bis 1948 war Linda Saul als eine der ersten estnischen Frauen professionelle Dirigentin, Konzertmeisterin und musikalische Leiterin an verschiedenen Bühnen in Tallinn. Daneben unterrichtete sie von 1944 bis 1986 musikalische Fächer in der estnischen Hauptstadt.

## Auszeichnungen
1970 erhielt Linda Saul die Auszeichnung „Verdiente Künstlerin der Estnischen SSR“. 1979 wurde ihr der „Jahrespreis Musik der Estnischen SSR“ verliehen.

## Privatleben
Linda Saul ist die Mutter des estnischen Dirigenten Peeter Saul (1932–2014) und des Schauspielers Jaan Saul (1936–1966).